# PUR panely
Sendvičové izolační PUR a PIR panely jsou kompozitní výrobky používané ve stavebnictví převážně pro vnitřní příčky, obvodové stěny a také jako střešní krytina.

## Složení sendvičového panelu
Sendvičový panel se skládá ze dvou profilovaných nebo ocelových plechů a z pěnového jádra. Ocelový plech je většinou tloušťky 0,4 mm až 0,6 mm, oboustranně pozinkovaný a pokrytý ochrannými organickými povlaky, které jsou odolné vůči korozi. Jádrem panelu je pevná polyuretanová pěna, zkráceně PUR nebo PIR pěna, většinou o hustotě cca 40 ± 3 [kg/m³]. Podle tloušťky pěny se odvíjí tepelné a izolační vlastnosti. Pěna je trvale spojena s oběma plechy a je formovaná v automatickém procesu zpevňování, díky čemuž všechny tři elementy systému pracují současně a přenášejí zatížení. Polyuretanové jádro rozdíl mezi PUR a PIR pěnou – materiál PIR je tvořen kombinací uretanových a isokyanurátových vazeb, zatímco PUR obsahuje především uretanové vazby.

## Použití
Samonosné PUR a PIR panely se používají ve stavebnictví a to zejména při výstavbě průmyslových hal, výrobních, obchodních i skladovacích místností, na výstavbu kanceláří, používají se pro výstavbu v potravinářském průmyslu, zvláště mrazíren a chladíren, a k zastřešení objektů. Dále se z PUR a PIR panelů staví obytné kontejnery, stavební obytné buňky, používají se k výstavbě příček, mrazírenských boxů nebo rodinné domy.
Panely jsou určené pokládání v těchto případech:
- střechy a střešní krytiny
- vnější stěny a opláštění stěn
- stěny a stropy
- obytné kontejnery
- mrazírny a chladírny
- rodinné domy

## Druhy PUR a PIR panelů
Sendvičové panely se dělí především na stěnové a střešní.

### Stěnové panely
Stěnové panely se používají k opláštění stěn, ke stavbě příček a podhledů. Vyrábějí se s přiznaným či skrytým spojem. Montáž se může provádět jak svislým tak vodorovným způsobem.
Ocelový plech je lehce profilovaný, profilovaný nebo hladký, v různých barevných provedeních.

### Střešní panely
Střešní sendvičové panely jsou určené k pokrývání střech a střešního pokrytí ocelové konstrukce. Tyto panely mají trapézová žebra, neboli vlny, které jsou nosné. Mají také funkci k odvodu vody ze střechy. Střešní panely se dělají dle typu 3-vlné, 4-vlné nebo 5-vlné. V případě větší délek, kde je potřeba napojení dvou panelů, se jeden panel musí část podřezat (spodní plech a PUR pěna) a vrchním plechem se překryje spodní – druhý panel.
Dnes již jsou na trhu i panely v imitaci střešní krytiny, které jsou téměř vizuálně totožné s pálenou taškou.
Dále jsou různé panely dle užití, jako akustické panely, speciální mrazírenské panely, speciální panely pro rovnou střechu apod.
Panely se vyrábějí v různých tloušťkách a od toho se odvíjejí tepelné a izolační vlastnosti. Obecně platí čím širší panel, tím více pěny a tím větší tepelně izolační vlastnosti.

## Dodavatelé
Sendvičové izolační PUR a PIR panely se dovážejí nejčastěji z Polska, Itálie, Německa a Rumunska. Všechny výrobky musejí splňovat normy platné v ČR. V České republice dále dodávají PUR a PIR panely Lindab, Satjam, HALOVÉ SYSTÉMY, Pragopolair apod.,další společnosti vlastní výroby, jako je Kingspan, který je největším výrobcem v ČR.